# Komet Černih
Komet Černih ali 101P/Černih (uradno ime je 101P/Chernykh) je periodični komet z obhodno dobo 13,9 let.
.
 Komet pripada Jupitrovi družini kometov . 

## Odkritje[3]
Komet je odkril 19. avgusta 1977 odkril ruski astronom Nikolaj Stepanovič Černih na Astrofizikalnem observatoriju Krim v Rusiji.

## Lastnosti
V letu 1992 so opazili, da je komet razpadel na dva dela. Predvidevajo, da se je to zgodilo v aprilu 1991, ko je bil samo 3,3 a.e. od Sonca .
Oznaka nastalega dela kometa je 101P/Černih-B (101P/Chernykh-B).
Premer osnovnega kometa je 5,6 km .
Ob odkritju je Černih ocenil magnitudo kometa na vrednost 14. Po razpadu pa je bila magnituda osnovnega jedra 16,1 in nastalega dela 19,1